# M/S Turisten (1903)
För andra fartyg med namnet Turisten, se Turisten.
M/S Turisten, tidigare S/S Maagen, är ett danskt passagerarfartyg, som seglar på sjöarna i trakten av Silkeborg på Jylland.
M/S Turisten byggdes som S/S Maagen 1903 på Ljunggrens Verkstads AB i Kristianstad för Hjejleselskabet i Silkeborg. Hon är en propellerångbåt på 17,33 meter.
Hon renoverades 1936, varvid ångmaskinen byttes ut mot en sexcylindrig Delahaye-motor, som suttit i en havererad franskbyggd racerbil, en ny renovering genomfördes i början av 1960-talet.
Båten såldes 1975 till Ry Turistbaade i Ry. Hon döptes om till Turisten och sattes i trafik mellan Ry och Himmelsbjerget. 
Fartyget återkom till Hjejleselskábet 2008, då företaget övertog Ry Turistbåde. Den är i trafik mellan Ry och  Himmelbjerget via Laven.